# Otto I xứ Bayern
Otto I Wittelsbach (1117 – 11 tháng 7 1183), còn gọi là Otto Đầu đỏ (tiếng Đức: Otto der Rotkopf), Công tước xứ Bayern từ 1180 cho tới khi mất. Ông cũng được gọi là Otto VI nếu tính theo tước hiệu Bá tước triều đình (Pfalzgraf) xứ Bayern từ 1156 tới 1180. Ông là người đầu tiên của nhà Wittelsbach, một triều đại mà cai trị Bayern cho tới khi vua Ludwig III của Bayern từ bỏ ngai vàng trong cuộc cách mạng Đức 1918.